# Touit stictopterus
Il pappagallino alimacchiate (Touit stictopterus Sclater, 1862) è un uccello della famiglia degli Psittacidi. Specie dalla colorazione generale verde con ali brune, picchiettate di macchie bianche nel maschio e scagliate di verde nella femmina. Ha taglia attorno ai 17 cm e vive in Colombia e Perù nelle foreste umide subtropicali, nelle savane e nelle foreste secondarie a quote che vanno dai 500 ai 2300 metri, anche se il grosso della popolazione vive tra i 1000 e i 1700 metri.